# Johan Hendrik Weidner

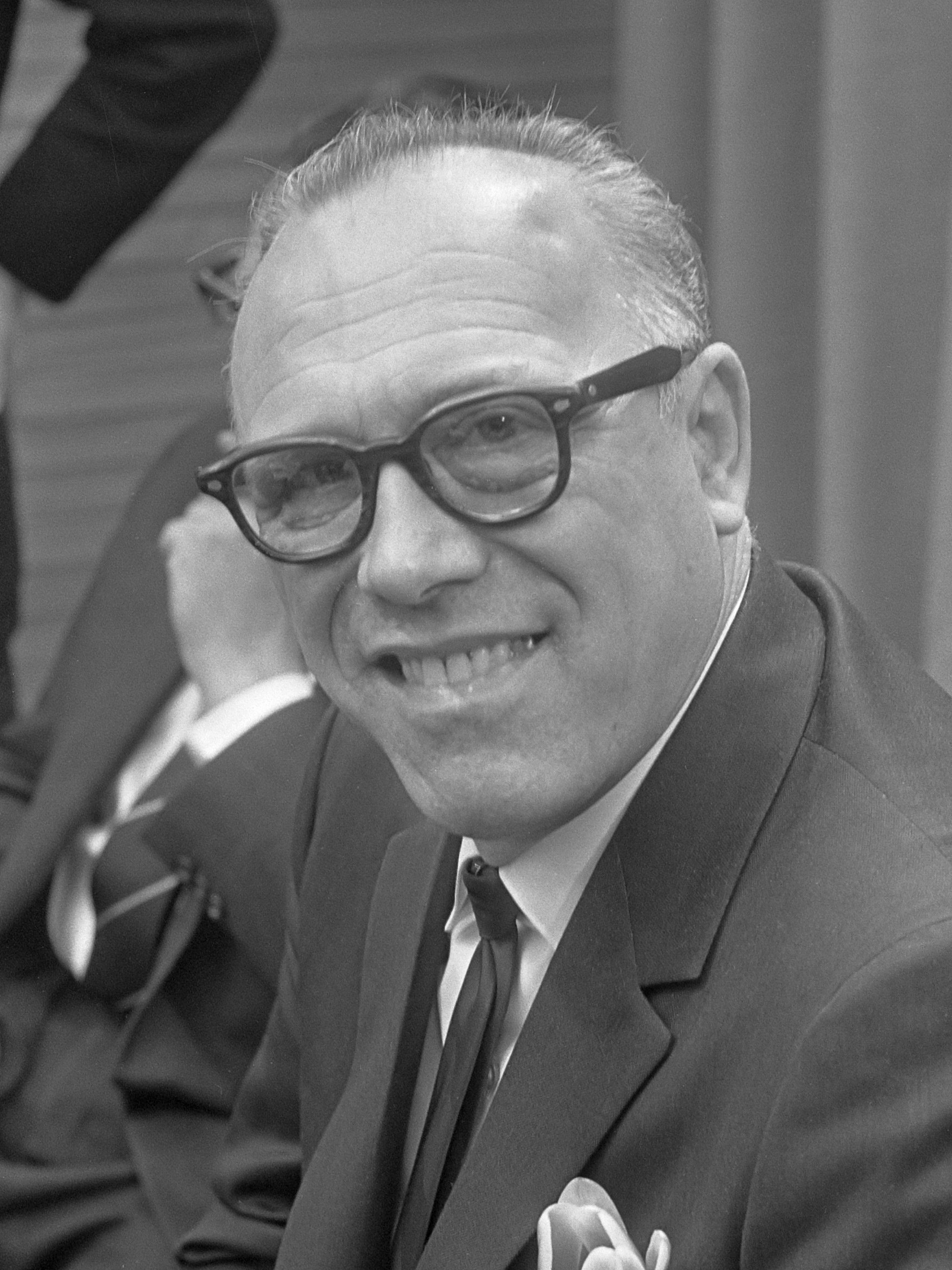
Jean Henri Weidner (1967)

Johan Hendrik Weidner (Frans: Jean Henri, Engels: John Henry) (Brussel, 22 oktober 1912 – Monterey Park (Californië), 21 mei 1994) was een vooraanstaande Nederlandse verzetsstrijder en zakenman tijdens de Tweede Wereldoorlog, hij was de grondlegger van het Dutch-Paris ondergrondse clandestiene hulpnetwerk, om mensen te helpen ontvluchten van de Duitse bezetter naar bevrijd gebied.

## Levensloop
Johan Hendrik Weidner jr. werd geboren in Brussel als zoon van Nederlandse ouders. Alhoewel zijn doopnamen Johan Hendrik waren, noemde hij zichzelf Jean en later in de V.S. John.
Hij was de oudste van vier kinderen en groeide op in Zwitserland, dicht tegen de Franse grens bij Collonges-sous-Salève – een plaats in het Franse departement Haute-Savoie, waar zijn vader Latijn en Grieks doceerde aan het Kerkgenootschap der Zevende-dags Adventisten.
Na de Franse openbare school volgde hij de basiscursus aan de Zevende-dags Adventisten Seminarie in Collonges-sous-Salève. Zijn vader Johan Hendrik Weidner sr., die aan de Universiteit van Genève gestudeerd had en pastoor was geweest voor de Zevende-dags Adventisten in Brussel en Zwitserland, hoopte dat Weidner hem zou volgen in zijn voetsporen. Tegen zijn vaders zin besloot hij het bedrijfsleven in te gaan en opende in 1935 een import/export textielzaak in Parijs.
Rond deze tijd woonde hij in Genève vergaderingen bij van de Volkerenbond, en was getuige hoe ineffectief dit apparaat was bij het voorkomen van het uitbreken van de oorlog in 1939.

## De oorlogsjaren
Bij het uitbreken van de Tweede Wereldoorlog woonde hij in Parijs. Met de daarop volgende bezetting van Frankrijk door Duitsland vluchtte hij met een aantal anderen van Parijs naar Lyon in het onbezette deel van Frankrijk. Omdat hij zijn Parijse textielzaak in de steek had moeten laten, begon hij in Lyon een nieuwe textielzaak.
In 1941 richtte Weidner “Dutch-Paris” op, waarvan de Lyonse textielzaak al gauw het hoofdkwartier werd. Om aan passen te komen om het Zwitserse grensgebied in en uit te gaan, zette hij aan het eind van 1942 een tweede textielwinkel op in Annecy. Op 14 oktober 1942 werd Weidner gearresteerd door twee Franse gendarmes die hem wilden laten bekennen dat hij mensen de grens over smokkelde. Zij sloegen met geweerkolven op zijn hoofd. Weidner hield zijn mond en na twee dagen werd hij vrijgelaten. Wel onderging hij in de jaren vijftig een operatie om de schade aan zijn hersenen te herstellen.
Dutch-Paris groeide uit tot een van de belangrijkste en meest succesvolle ondergrondse netwerken om gezochten voor geloof en ras, geallieerde piloten en personen van groot Nederlands belang te helpen ontsnappen via Zwitserland en Spanje. Deze ontsnappingsroute werd ook gebruikt voor de smokkel van documenten. Deze berichtenlijn wordt ook wel de Zwitserse Weg genoemd.
In de hoogtijdagen maakten 300 mensen deel uit van dit ondergrondse netwerk, waarvan ongeveer 150 mensen werden gearresteerd. 40 mensen werden gedood of stierven aan de gevolgen van de gevangenschap, waaronder ook zijn zuster die vanuit Parijs ontsnappingen hielp coördineren.
De ontsnappingsroute heeft in belangrijke mate bijgedragen aan het Franse verzet en is verantwoordelijk voor de redding van meer dan 1.080 mensen, waaronder 800 Nederlandse Joden en meer dan 112 neergehaalde geallieerde piloten.
Weidner was destijds een van de meest gezochte ondergrondse leiders van Frankrijk, waarbij de Gestapo zelfs een beloning uitloofde voor zijn arrestatie.

## Arrestatie
In februari 1944 werd bij toeval een jonge vrouwelijke koerier door de Franse politie opgepakt en uitgeleverd aan de Gestapo. Tegen alle regels in had ze een kladblok bij zich met namen en adressen van Dutch-Paris leden. Ze werd op brute wijze ondervraagd, waarbij een bewaker haar hoofd onder koud water hield totdat ze bijna verdronk. Onder marteling onthulde ze vele namen van belangrijke leden van het ondergronds netwerk. Als gevolg daarvan werd een groot aantal Dutch-Paris leden gearresteerd.
Ook de naam van Weidners zuster Gabrielle Weidner stond in het kladblok. Zij werd door de Gestapo opgepakt.
Weidner zelf is tijdens het verzet gearresteerd door zowel de Franse gendarmerie, de Franse Milice, als door de Zwitserse grenspolitie. Door de Franse gendarmerie werd hij bruut in elkaar geslagen, maar werd later wegens gebrek aan bewijs vrijgelaten. Bij een andere arrestatie door de Milice in Toulouse werd hij gemarteld, maar hij wist te ontsnappen voordat ze hem zouden overdragen aan de Gestapo.
Nooit heeft de Gestapo hem te pakken kunnen krijgen.

## Na de oorlog
In november 1944, na de bevrijding van Frankrijk werd Weidner door koningin Wilhelmina uitgenodigd om naar Londen te komen, om haar te vertellen over de “Dutch-Paris” ontsnappingsroute en de situatie van Nederlanders in Frankrijk en België.
In datzelfde jaar werd hij ook benoemd tot kapitein in de Nederlandse krijgsmacht, waarna hij de leiding kreeg over de Nederlandse veiligheidsdienst in Parijs. Deze was verantwoordelijk voor het doorlichten van alle Nederlandse burgers in Frankrijk en België, met als doel collaborateurs te arresteren. Zowel de BNV, het ministerie van Justitie, als de Nederlandse ambassade in Parijs beweerde destijds het gezag te hebben over de Nederlandse veiligheidsdienst, zodat het nooit helemaal duidelijk geworden is onder wiens leiding hij viel. Medio 1946 werd Weidner plotseling ontslagen door de Nederlandse overheid, met als reden dat ze een professionele politieman op de post nodig hadden.
Na zijn werk bij de veiligheidsdienst pakte hij de draad van het gewone leven weer op en keerde terug naar zijn import/export textielzaak. In 1955 emigreerde hij naar de Verenigde Staten om zich uiteindelijk te vestigen in Californië, waar hij vanaf 1958 met zijn vrouw Naomi een keten van natuurvoedingswinkels exploiteerde.

## Erkenning
Het is moeilijk, zo niet onmogelijk om de individuele prestaties van Weidner los te zien van de gecombineerde prestaties van zijn organisatie als geheel. Hij was voortdurend waakzaam en actief, en grote verdienste zijn toe te bedelen aan zijn werk op elk gebied. Hij was in elke zin van het woord de "hartslag" van een omvangrijke ondergrondse beweging – het symbool van het heldhaftige Nederlandse verzet tijdens de jaren van de Duitse bezetting.
Zelf gaf hij aan dat zijn geloof als een Zevende-dags Adventist de belangrijkste motivatie voor hem was om deel te nemen aan het redden van levens.
Voor zijn inspanningen in de oorlog, werd Jean Weidner bekroond met de Medal of Freedom, werd een lid in de Orde van het Britse Rijk en Officier in de Orde van Oranje-Nassau. De Franse regering vereerde hem met de Croix de Guerre en de Médaille de la Résistance en het Legioen van Eer. De Belgische regering maakte hem tot Officier in de Orde van Leopold. Tevens werd hem later het Verzetsherdenkingskruis toegekend.
Tijdens de opening in 1993 van het Holocaust Memorial Museum in Washington DC was hij een van zeven personen, verkozen om de kaarsen aan te steken ter erkenning van de redders. De regering van Israël eerde Weidner als niet-Israëliet, bestempeld als Rechtvaardige onder de Volkeren op het nationaal Holocaust Memorial van Israël, Yad Vashem, waar een groepje bomen in zijn naam is geplant op de herdenkingsheuvel langs de laan der rechtvaardigen.

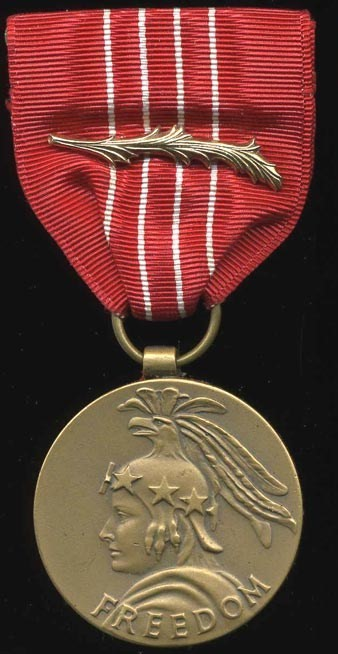
Medal of Freedom met gouden palm
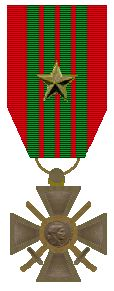
Croix de Guerre 1940 1945
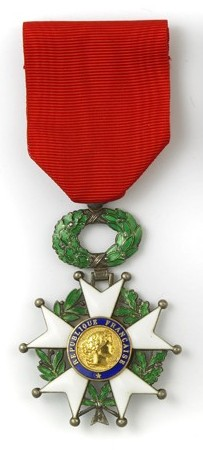
Chevalier légion d'honneur
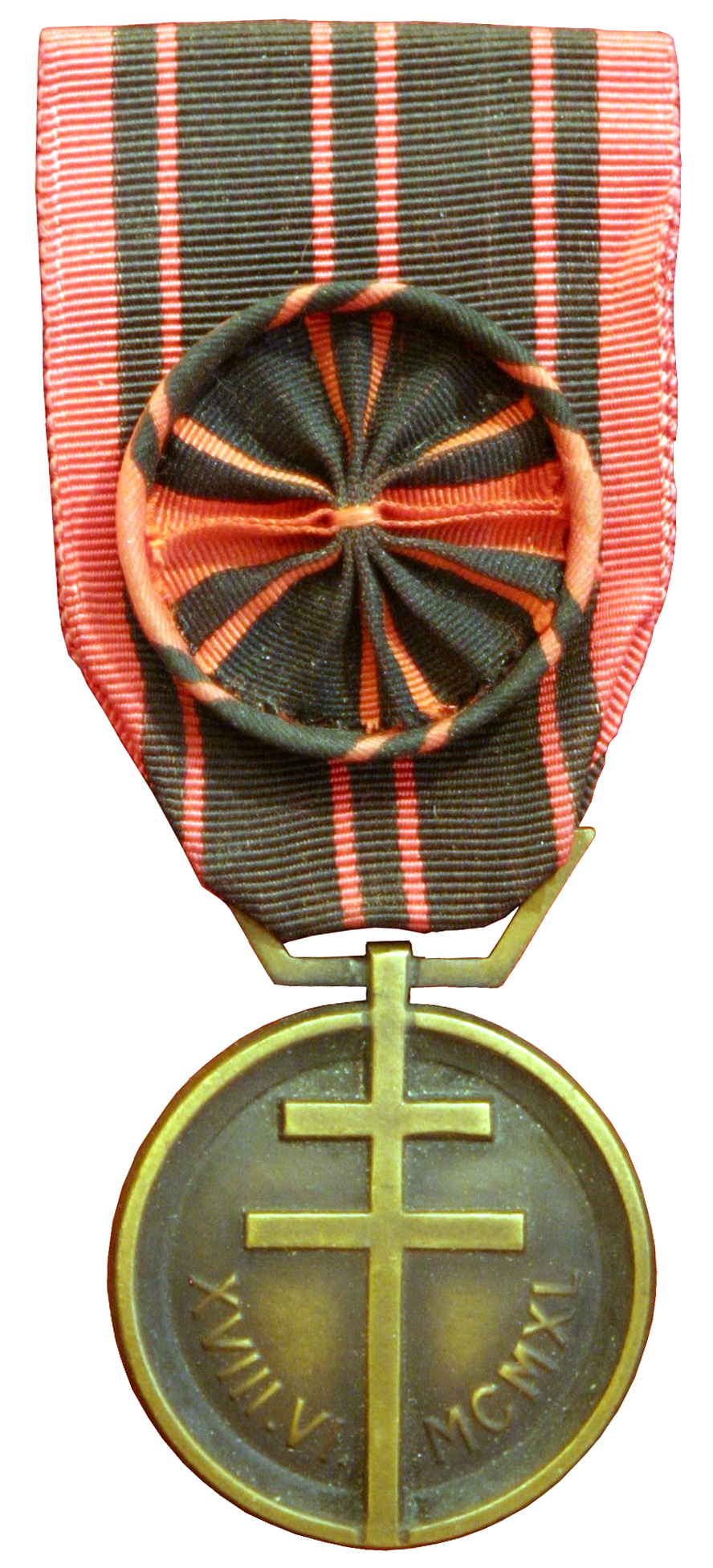
Medaille de la resistance
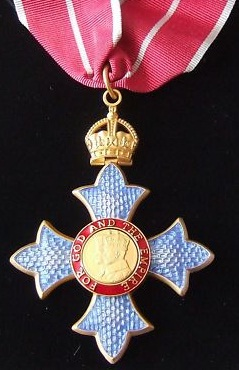
Orde van het Britse Rijk
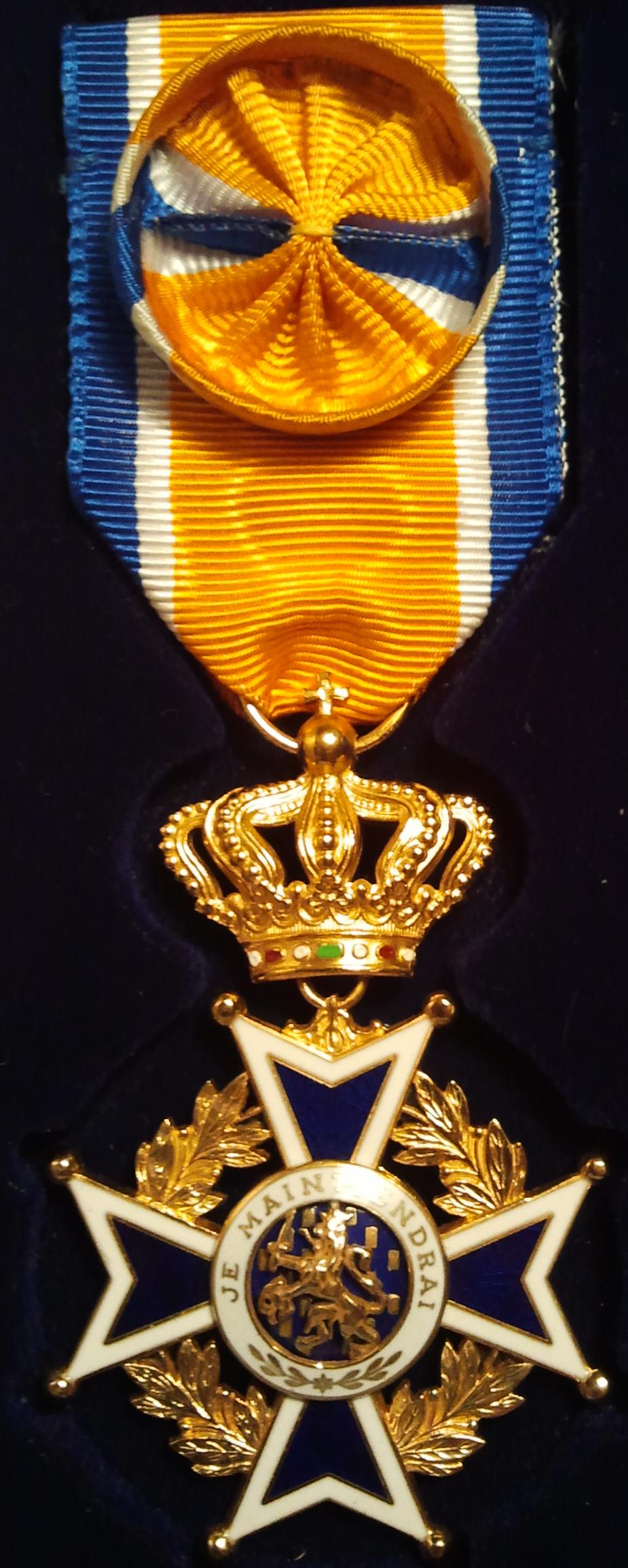
Officier in de Orde van Oranje-Nassau
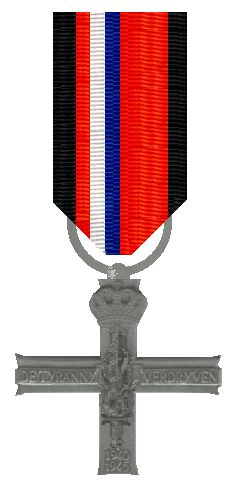
Verzetsherdenkingskruis
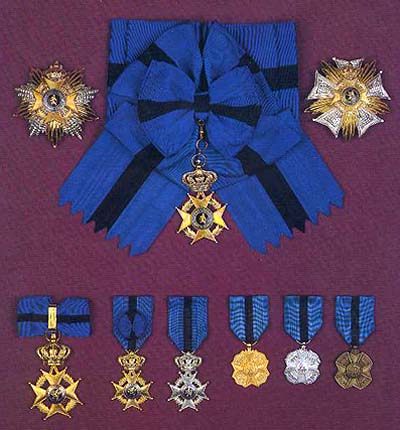
Orde van Leopold

## Citaat
"De echte James Bond zou Jean Weidner moeten zijn. Hij ontweek kogelregens en verscheurende honden, doorstond folteringen en ontsnapte uit gevangenschap. Door dit alles hielp hij ongeveer duizend joden en geallieerde piloten te ontsnappen aan de greep van de nazi's."